# Auguste-Pattberg-Gymnasium Mosbach
Das Auguste-Pattberg-Gymnasium (kurz: APG) ist seit dem Schuljahr 1972/73 ein Gymnasium in Mosbach im Stadtteil Neckarelz. Es hat ungefähr 930 Schüler und etwa 60 bis 90 Lehrkräfte (deren Zahl schwankt je nach Referendaren und Praktikanten, die Schule verfügt über 69 Lehrer mit selbständigem Lehrauftrag). Das Auguste-Pattberg-Gymnasium ist des Weiteren Ausbildungsschule für angehende Gymnasiallehrer der Studienseminare Heidelberg und Heilbronn.

## Schulgebäude
Das Schulgebäude teilt sich das APG mit dem Landesfechtzentrum, ebenfalls auf dem Gelände beheimatet sind die Jugendverkehrsschule der Verkehrswacht sowie die Pattberghalle, die gleichzeitig die Sporthalle des APG ist. Das Gebäude wurde in den Jahren 1970–1979 im damals üblichen Betonstil errichtet.
Das Schulhaus hat im alten Teil fünf Stockwerke, in welchen Unterricht stattfindet. Angebaut ist der sogenannte „Oberstufentrakt“, in dem die Klassen 11–13 des Gymnasiums ihre Klassenzimmer haben. Auf dem Schulhof wurde 2003 ein neues Gebäude mit zwei Musikräumen erbaut (Namen: mure (Musik rechts) und muli (Musik links)). Die APG-Mensa, die im ehemaligen Pattberg-Restaurant ihren Platz gefunden hat, wurde zum Schuljahr 2004/2005 eröffnet. Seit dem Schuljahr 2007/2008 steht nun ein weiterer Anbau zur Verfügung: Auf einem Seitenflügel des Gebäudes wurde aufgrund des Ausbaus zur Ganztagesschule ein weiteres Stockwerk aufgesetzt, in dem neben zwei weiteren Klassenräumen auch eine Bibliothek mit Computerzugang sowie ein Silentiumraum untergebracht sind.

## Partnerschulen
Das Auguste-Pattberg-Gymnasium verfügt in Frankreich, England, den Vereinigten Staaten von Amerika, Ungarn und der Slowakei über zahlreiche Partnerschulen (Obernai und Château-Thierry, Frankreich; King’s School, Macclesfield, England; Twin Falls Highschool, Idaho, USA; Ungarndeutsches Bildungszentrum, Baja, Ungarn; Ivana-Horvatha-Gymnasium, Bratislava, Slowakei).

## Projekte und Arbeitsgemeinschaften
Das Auguste-Pattberg-Gymnasium bietet im Rahmen der Nachmittagsbetreuung auf freiwilliger Basis eine Reihe von Arbeitsgemeinschaften an.
Fechten
Das Auguste-Pattberg-Gymnasium arbeitet mit dem Fecht-Club-Mosbach zusammen und bietet eine erfolgreiche Fecht-AG an. So konnten bei den Wettkämpfen im Rahmen von Jugend trainiert für Olympia im Oberschulamtsbezirk Karlsruhe in fünf Wettkampfklassen die Mannschaften des APG die ersten Plätze belegen. Die Wettkämpfe im Oberschulamtsbezirk finden seit mehreren Jahren im Auguste-Pattberg-Gymnasium statt.
Teilnahme an der First Lego League WM
Einige Schüler des Auguste-Pattberg-Gymnasiums und der Lehrer Hajo Zenzen bildeten mit dem Team TOP FIVE and TOP, eine der an der First Lego League teilnehmenden Mannschaften. Beim Bundesfinale konnte sich die Mannschaft am 27. November 2004 gegen 25 andere Mannschaften aus Deutschland, Österreich, der Schweiz und Italien den Titel First Lego League Champion 2004 erringen und sich so zur Weltmeisterschaft in Atlanta 2005 qualifizieren. In den folgenden Jahren konnten keine weiteren große Erfolge erzielt werden. Doch seit 2013 gibt es das Team sAPG Tigers, das unter anderem 2013 in Paderborn beim Open European Championship, 2014 beim Open European Championship in Pamplona, Spanien, und dem World Festival in St. Louis, USA, und 2015 dem Open Asia Pacific Championship in Sydney, Australien teilnahm bzw. teilnehmen werden. Das Team konnte viele Erfolge verzeichnen, vor allem in den Kategorien Roboter-Konstruktion und Roboter-Game. Auch in der Forschungspräsentation, die jährlich am Thema der First Lego League abgeleitet wird. Das Team wurde bereits zweimal Zentraleuropameister und hat somit über 1000 Teams hinter sich gelassen. Weltweit nehmen 25.000 Teams an diesem Wettbewerb teil. Das Team versucht, auch in Zukunft weiter Erfolge einzufahren und auf diesem Niveau zu bleiben.
Modellbahn
Seit dem Schuljahr 1981/1982 wird eine Modellbahn-AG unter Leitung von Gerd Kästel am Auguste-Pattberg-Gymnasium angeboten. Diese errichtet um den fiktiven Bahnhof Bad Pattberg am Rapp.
Musik
Das Auguste-Pattberg-Gymnasium verfügt über ein Sinfonisches Blas- und zusätzlich ein Streichorchester, ein Unterstufen-Sinfonieorchester sowie über einen Chor für Ober- und Unterstufe, der bei einem Wertungssingen in Schefflenz im Jahre 2006 den Titel Spitzenchor erreicht hat.
Darüber hinaus kann man am Auguste-Pattberg-Gymnasium ein Musikinstrument auch erlernen: Schon seit etlichen Jahren findet Gruppenunterricht auf Streichinstrumenten statt, seit dem Schuljahr 2006/2007 können die Schüler sich auch an einem Blasinstrument ausbilden lassen, ohne dabei ihre angestammte Schulklasse verlassen zu müssen.
Feste
Das Party-Ressort des Auguste-Pattberg-Gymnasiums bietet jährlich mehrere Veranstaltungen für die Schüler an. Hierzu zählen unter anderem Schulbälle, Bandauftritte, Faschings-Veranstaltungen, Unterstufen-Weihnachtsfeiern und Kooperationen mit dem Sport-Ressort der Schule.
Streitschlichtung
Am Auguste-Pattberg-Gymnasium findet ein Projekt zur Streitschlichtung statt. An dem Projekt sind 15 Schüler von der achten bis zur zwölften Klasse als Streitschlichter beteiligt.
Energiesparprojekt
Am Auguste-Pattberg-Gymnasium findet ein Energiesparprojekt statt, 25 Prozent der durch Energiesparmaßnahmen eingesparten Beträge stehen dem Auguste-Pattberg-Gymnasium zur Verfügung. Über die Verwendung dieser Geldbeträge darf der Schülerrat entscheiden.

## Bekannte Lehrer
- Elke Brunnemer (* 1952), CDU-Politikerin, unterrichtete Biologie und Sport
- Nicola Brauch, Historikerin